# Lasiopogon muscoides
Lasiopogon muscoides es una especie de planta fanerógama perteneciente a la familia de las asteráceas.

## Descripción
Son hierbas anuales, que alcanzan un tamaño de 1-5 cm de alto con delgada ramificación, lanoso denso gris y blanco. Las hojas son pequeñas, lineales o estrechamente espatuladas, obtusas, sésiles, enteras, con lana densa, de 5-12 x 1,5-2 mm. Inflorescencia terminal de capítulos, conglomerados, rodeado por hojas florales, igualándolas a capítulos. Floretes marginales muchos, hasta el 50, dispuestos en 2-3 filas, filiformes, 2-3 dientes, hembra. Floretes disco tubular, 5-6, bisexuales, corola 4-5 lóbulos. Cipselas elipsoidess papilladas y pubescentes; vilano  amarillento, de 2 mm de largo. Fl. en marzo-mayo.

## Distribución
Norte de África, el sudeste de España, Arabia, Irán, Afganistán y Pakistán.

## Taxonomía
Lasiopogon muscoides fue descrita por (Desf.) DC.   y publicado en Prodromus Systematis Naturalis Regni Vegetabilis 6: 246. 1837[1838].
Sinonimia
- Gnaphalium muscoides Desf.
- Lasiopogon lanatum Cass.
- Leysera muscoides (Desf.) Quézel & Santa
- Leysera muscoides (Desf.) DC.[4]